# Baculonistria alba
Baculonistria alba är en insektsart som först beskrevs av Chen, S.C. och Yun He He 1990.  Baculonistria alba ingår i släktet Baculonistria och familjen Phasmatidae. Inga underarter finns listade.